# Convento de la Santísima Trinidad (Cálig)
El convento de la Santísima Trinidad de Càlig, en la comarca del Bajo Maestrazgo, es un convento datado del siglo XX que se ubica dentro del núcleo de población de Càlig. Está catalogado de manera genérica como Bien de Relevancia Local, con código: 12.03.034-004.

## Historia
EL Convento de la Santísima Trinidad de Cálig se fundó en 1905 cuando la Madre Margarita se instaló en el actual convento, sito en lo que se conocía en esos momentos como “Raval dels Socors”, en el mes de julio de ese año, junto con tres hermanas más que formaban parte de este nuevo núcleo conventual. La orden de la Santísima Trinidad es una familia religiosa que tuvo como fundador a Juan de Mata (1154-1213), con la finalidad de acoger en sus “casas” a gente necesitada y en especial a rescatar a cautivos cristianos.
Durante un tiempo el convento se dedicaba a la enseñanza de las primeras letras de los niños y niñas de Calig, y a otras tareas, de las que en la actualidad quedan pocas como el lavado y almidonado de prendas o la fabricación de productos alimentarios.

## Descripción
El convento presenta una sobria fachada de estilo neogótico, que presenta una escasa decoración consistente en plafones de piedra de donde sobresalen las puertas y ventanas, que aparecen rematadas con arco de medio punto y ladrillos rojos. En su conjunto el estilo del convento es ecléctico ya que combina diferentes estilos.
Tiene una iglesia de pequeñas dimensiones y estructura sencilla. Se terminó de construir en 1909 (fecha que indica una placa ubicada al fondo de la iglesia), presenta una sola nave con diversas capillas laterales que están comunicadas entre sí, de dimensiones tan reducidas que más que capillas parecen hornacinas. En el lado derecho están las dedicadas a: Santa Inés (Patrona de la orden) y la de Santa Cecilia (imagen propiedad de la banda de música de la población y patrona de los músicos). En el lado izquierdo: un Jesús Nazareno (uno de los pasos de la población, de Semana Santa), San José y un confesionario.
Además la iglesia presenta dos coros, uno alto, construido al tiempo que la iglesia y otro bajo, de posterior construcción y separado por una reja de hierro, que fue colocada como testimonio de clausura. El espacio se divide en diversas crujías; las puertas de entrada (presenta dos entre las que se ha incrustado, recientemente, un cuadro de azulejos con el escudo original de la orden), la nave, el presbiterio, las sacristías y los coros.
El cuerpo formado por el presbiterio (que presenta cubierta en bóveda, presenta el único retablo datado en la década de los años 40, obra de Daniel Chillida, con una imagen de la Santísima Trinidad de autor desconocido) corresponde a la antigua capilla del Santo Sepulcro que fue cedido al convento por el Obispo de Tortosa, mientras que la parte del pórtico (parte más antigua del convento) y las sacristías fueron cedidas por el ayuntamiento.
La iglesia sufrió una intervención en 1992 consistente en una restauración completa.